# Claudio Bortolotto
Claudio Bortolotto (Orsago, Vèneto, 19 de març de 1952) va ser un ciclista italià, que fou professional entre 1974 i 1984. Els seus èxits més importants els aconseguí al Giro d'Itàlia, on guanyà tres edicions del Gran Premi de la Muntanya (1979, 1980, 1981) i dues etapes. El 1978 guanyà el Gran Premi del Midi Libre.

## Palmarès
- 1977
  - 1r al Gran Premi de la Indústria i el Comerç de Prato
  - Vencedor d'una etapa del Giro d'Itàlia
- 1978
  - 1r al Gran Premi del Midi Libre i vencedor d'una etapa
- 1979
  - Vencedor d'una etapa al Giro d'Itàlia i  1r del Gran Premi de la Muntanya
- 1980
  -  1r del Gran Premi de la Muntanya del Giro d'Itàlia
- 1981
  - 1r a la Coppa Sabatini
  -  1r del Gran Premi de la Muntanya del Giro d'Itàlia
- 1982
  - Vencedor d'una etapa de la Volta a Alemanya

### Resultats al Giro d'Itàlia
- 1974. 35è de la classificació general
- 1976. 22è de la classificació general
- 1977. 8è de la classificació general. Vencedor d'una etapa
- 1978. 8è de la classificació general
- 1979. 15è de la classificació general. Vencedor d'una etapa.  1r del Gran Premi de la Muntanya
- 1980. 25è de la classificació general.  1r del Gran Premi de la Muntanya
- 1981. 9è de la classificació general.  1r del Gran Premi de la Muntanya
- 1982. No surt (21a etapa)
- 1983. 34è de la classificació general
- 1984. 38è de la classificació general

### Resultats a la Volta a Espanya
- 1980. No surt (17a etapa)
- 1983. 14è de la classificació general
- 1984. Abandona (13a etapa)